# Rengsjö kyrka
Rengsjö kyrka en kyrkobyggnad som tillhör Rengsjö församling i Uppsala stift. Kyrkan ligger i samhället Rengsjö i Bollnäs kommun.

## Kyrkobyggnaden
En tidigare kyrka på platsen uppfördes på 1200-talet och var 26 alnar (16 meter) lång och 9 alnar (5.4 meter) bred. 1626 eldhärjades kyrkan. Dock hann man rädda undan stora delar av inventarierna. Även klockstapeln brann ned. Inte förrän 1650 började man återuppbygga kyrkan. Vid slutet av 1700-talet revs kyrkan.
Nuvarande kyrka i gustaviansk stil uppfördes 1792–1795 efter ritningar som attribuerats till arkitekt Johan Christoffer Loëll. Stenmaterial från föregående kyrka användes. Kyrkan är 43 meter lång och 15 meter bred. Kyrktornet är placerat vid långhusets norra sida. I dess bottenvåning är sakristian inhyst.

## Inventarier
- Predikstolen är från 1664.
- Ett altarkrucifix är från 1748.
- Skulpturer föreställande Heliga Birgitta, Jungfru Maria och Johannes Döparen är samtliga från 1500-talet.
- Nuvarande dopfunt från 1986 är skuren i massiv furu av Erik Westberg.
- Två ljuskronor av förtennt järn är från 1500-talet. En ljuskrona i malm och mässing är från 1684.
- I tornet hänger två klockor. Lillklockan som är äldst göts 1630 av Rengsjöbon Jon Persson.

### Orgel
- 1817-1818 byggde Eric Nordqvist, Nora en orgel med 13 stämmor.
- 1945 byggde A Mårtenssons Orgelfabrik AB, Lund en orgel. Den om- och tillbyggdes 1963 av Johannes Künkels Orgelverkstad AB, Lund och hade då 24 stämmor, två manualer och pedal.
- Den nuvarande orgeln byggdes 1991 av Johannes Menzel Orgelbyggeri AB, Härnösand. Orgeln är mekanisk och har slejflådor. Fasaden är från 1817-1818 års orgel.

| Huvudverk I         | Svällverk II       | Pedal             | Koppel |
| Borduna 16´ (1945)  | Fugara 8´          | Subbas 16´ (1945) | I/P    |
| Principal 8´ (1817) | Vox candida 8´     | Principal 8´      | II/P   |
| Gedackt 8´ (1945)   | Unda maris 8´      | Borduna 8´ (1945) | II/I   |
| Oktava 4' (1817)    | Rörflöjt 8' (1945) | Koralbas 4'       |        |
| Täckflöjt 4' (1817) | Principal 4'       | Basun 16'         |        |
| Quinta 3' (1817)    | Tvärflöjt 4'       |                   |        |
| Oktava 2' (1817)    | Quinta 2 2⁄3'      |                   |        |
| Mixtur IV 1 1⁄3'    | Piccolo 2'         |                   |        |
| Trumpet 8'          | Ters 1 3⁄5'        |                   |        |
|                     | Scharf III         |                   |        |
|                     | Oboe 8'            |                   |        |
|                     | Tremulant          |                   |        |
|                     | Crescendosvällare  |                   |        |

#### Kororgel
1976 byggde Walter Thür Orgelbyggen AB, Torshälla en mekanisk orgel med slejflådor. Tonomfånget är på 56/30.

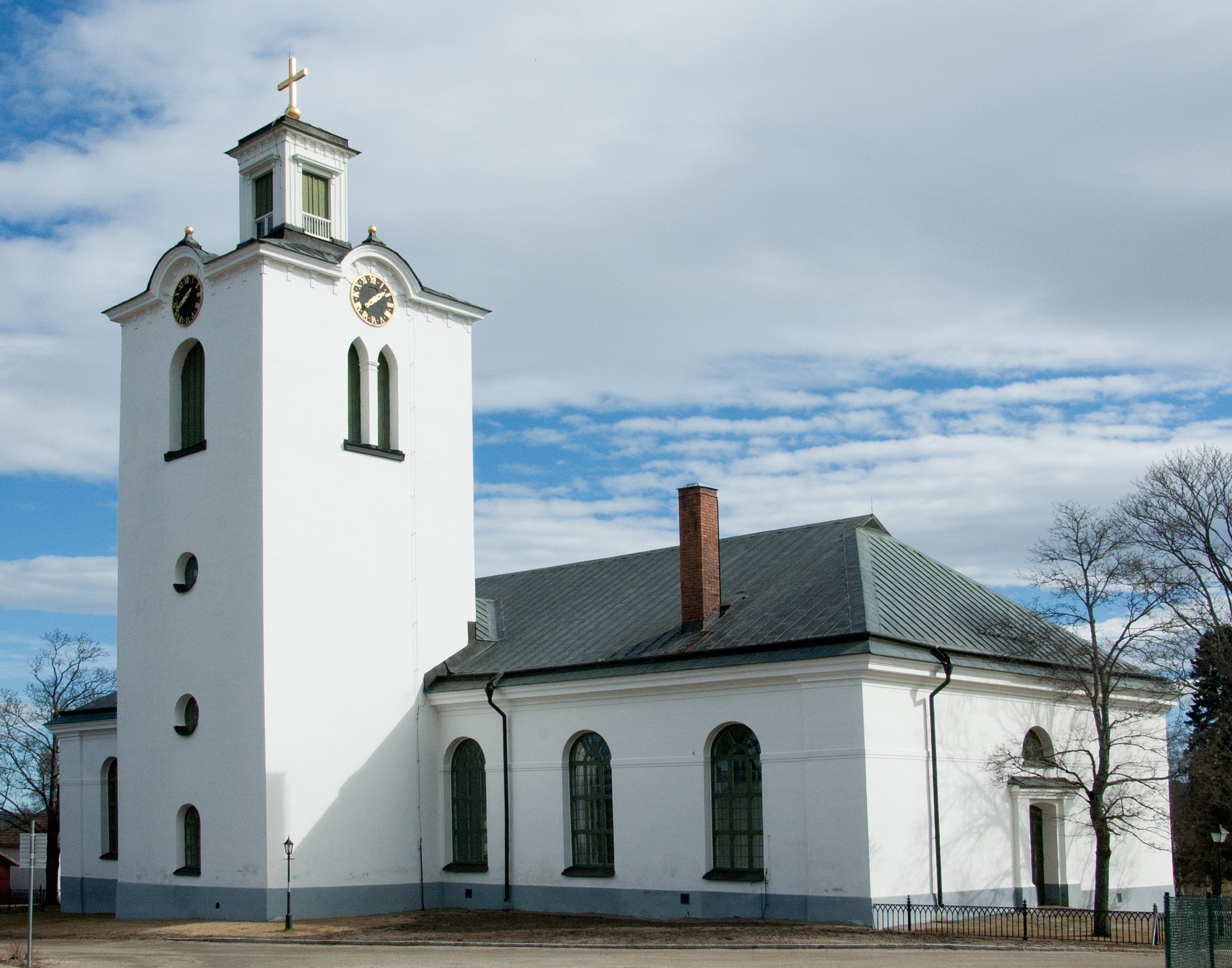
Rengsjö kyrka, baksidan.

| Manual       | Pedal      | Koppel  |
| Gedackt 8'   | Subbas 16' | Man/Ped |
| Principal 4' |            |         |
| Rörflöjt 4'  |            |         |
| Waldflöjt 2' |            |         |
| Scharf II    |            |         |

### Webbkällor
- Wikimedia Commons har media som rör Rengsjö kyrka.
- Svenska kyrkan i Bollnäs-Rengsjö
- byggnadspresentation